# Airlenbach
Airlenbach ist ein Ortsteil der Stadt Oberzent im südhessischen Odenwaldkreis.

## Geographische Lage
Airlenbach liegt im Odenwald etwa 4 km nordwestlich von Beerfelden. Im nördlichen Ortsbereich entsteht der hier noch Airlenbach genannte Falkengesäßerbach, der über den Finkenbach südwärts in Richtung zum Neckar entwässert. Der Ort ist ein Straßendorf entlang der Landesstraße 3120. Zu Airlenbach gehört auch der kleine Weiler Liedenbach etwas abwärts im Bachtal.

## Geschichte

### Ortsgeschichte
Die älteste bekannte schriftliche Erwähnung von Airlenbach erfolgte unter dem Namen Erlebach im Jahr 1366.
Schon seit 773 gehörte das Gebiet zum Kloster Lorsch. Es wird zwar als Waldhufendorf bezeichnet, jedoch ist das für diese Siedlungsform typische Streifenmuster der Flurstücke nicht mehr erkennbar. Im Jahre 1939 hatte Airlenbach 163 Einwohner und gehörte zum Landkreis Erbach. Der Ort gehört zum Kirchspiel Beerfelden.
Hessische Gebietsreform (1970–1977)
Zum 1. Juli 1971 wurde die bis dahin selbständige Gemeinde Airlenbach im Zuge der Gebietsreform in Hessen auf freiwilliger Basis in die Stadt Beerfelden eingegliedert, die wiederum am 1. Januar 2018 mit weiteren Gemeinden die Stadt Oberzent bildete. Dabei wurde Airlenbach eigener Stadtteil der neuen Stadt Oberzent.
Für Airlenbach wurde ein Ortsbezirk mit Ortsbeirat und Ortsvorsteher nach der Hessischen Gemeindeordnung gebildet.

### Verwaltungsgeschichte im Überblick
Die folgende Liste zeigt die Staaten und Verwaltungseinheiten, denen Airlenbach angehört(e):
- vor 1806: Heiliges Römisches Reich, Grafschaft Erbach-Fürstenau, Amt Freienstein
- ab 1806: Großherzogtum Hessen (Souveränitätslande),[Anm. 2] Fürstentum Starkenburg, Amt Freienstein (zur Standesherrschaft Erbach gehörig)
- ab 1815: Großherzogtum Hessen[Anm. 3] (Souveränitätslande), Provinz Starkenburg, Amt Freienstein (zur Standesherrschaft Erbach gehörig)
- ab 1822: Großherzogtum Hessen, Provinz Starkenburg, Landratsbezirk Erbach[Anm. 4]
- ab 1848: Großherzogtum Hessen, Regierungsbezirk Erbach
- ab 1852: Großherzogtum Hessen, Provinz Starkenburg, Kreis Erbach
- ab 1871: Deutsches Reich,[Anm. 5] Großherzogtum Hessen, Provinz Starkenburg, Kreis Erbach
- ab 1918: Deutsches Reich, Volksstaat Hessen,[Anm. 6] Provinz Starkenburg, Kreis Erbach
- ab 1938: Deutsches Reich, Volksstaat Hessen, Landkreis Erbach, Landkreis Erbach[9][Anm. 7]
- ab 1945: Amerikanische Besatzungszone,[Anm. 8] Groß-Hessen, Regierungsbezirk Darmstadt, Landkreis Erbach
- ab 1946: Amerikanische Besatzungszone, Land Hessen, Regierungsbezirk Darmstadt, Landkreis Erbach
- ab 1949: Bundesrepublik Deutschland, Land Hessen, Regierungsbezirk Darmstadt, Landkreis Erbach
- ab 1971: Bundesrepublik Deutschland, Land Hessen, Regierungsbezirk Darmstadt, Landkreis Erbach, Stadt Beerfelden[Anm. 9]
- ab 1972: Bundesrepublik Deutschland, Land Hessen, Regierungsbezirk Darmstadt, Odenwaldkreis, Stadt Beerfelden
- ab 2018: Bundesrepublik Deutschland, Land Hessen, Regierungsbezirk Darmstadt, Odenwaldkreis, Stadt Oberzent[Anm. 10]

### Bevölkerung
Einwohnerentwicklung
- 1545: 17 wehrfähige Männer[1]
- 1650: wüst[1]
- 1961: 224 evangelische (= 86,15 %), 29 katholische (= 11,15 %) Einwohner[1]

| Airlenbach: Einwohnerzahlen von 1829 bis 2020 | Airlenbach: Einwohnerzahlen von 1829 bis 2020 | Airlenbach: Einwohnerzahlen von 1829 bis 2020 | Airlenbach: Einwohnerzahlen von 1829 bis 2020 | Airlenbach: Einwohnerzahlen von 1829 bis 2020 |
| --- | --------------------------------------------- | --------------------------------------------- | --------------------------------------------- | --------------------------------------------- |
| Jahr |                                               |                                               |                                               | Einwohner                                     |
| 1829 | 1829                                          |                                               | 256                                           | 256                                           |
| 1834 | 1834                                          |                                               | 273                                           | 273                                           |
| 1840 | 1840                                          |                                               | 299                                           | 299                                           |
| 1846 | 1846                                          |                                               | 331                                           | 331                                           |
| 1852 | 1852                                          |                                               | 321                                           | 321                                           |
| 1858 | 1858                                          |                                               | 291                                           | 291                                           |
| 1864 | 1864                                          |                                               | 315                                           | 315                                           |
| 1871 | 1871                                          |                                               | 346                                           | 346                                           |
| 1875 | 1875                                          |                                               | 343                                           | 343                                           |
| 1885 | 1885                                          |                                               | 315                                           | 315                                           |
| 1895 | 1895                                          |                                               | 310                                           | 310                                           |
| 1905 | 1905                                          |                                               | 331                                           | 331                                           |
| 1910 | 1910                                          |                                               | 323                                           | 323                                           |
| 1925 | 1925                                          |                                               | 307                                           | 307                                           |
| 1939 | 1939                                          |                                               | 363                                           | 363                                           |
| 1946 | 1946                                          |                                               | 370                                           | 370                                           |
| 1950 | 1950                                          |                                               | 350                                           | 350                                           |
| 1956 | 1956                                          |                                               | 373                                           | 373                                           |
| 1961 | 1961                                          |                                               | 260                                           | 260                                           |
| 1967 | 1967                                          |                                               | 262                                           | 262                                           |
| 1970 | 1970                                          |                                               | 260                                           | 260                                           |
| 1980 | 1980                                          |                                               | ?                                             | ?                                             |
| 1990 | 1990                                          |                                               | ?                                             | ?                                             |
| 2000 | 2000                                          |                                               | ?                                             | ?                                             |
| 2011 | 2011                                          |                                               | 333                                           | 333                                           |
| 2018 | 2018                                          |                                               | 316                                           | 316                                           |
| 2020 | 2020                                          |                                               | 322                                           | 322                                           |
| Datenquelle: Historisches Gemeindeverzeichnis für Hessen: Die Bevölkerung der Gemeinden 1834 bis 1967. Wiesbaden: Hessisches Statistisches Landesamt, 1968. Weitere Quellen: LAGIS; Zensus 2011 |                                               |                                               |                                               |                                               |

Einwohnerstruktur 2011
Nach den Erhebungen des Zensus 2011 lebten am Stichtag dem 9. Mai 2011 in Airlenbach 333 Einwohner. Darunter waren 6 (1,8 %) Ausländer.
Nach dem Lebensalter waren 54 Einwohner unter 18 Jahren, 117 zwischen 18 und 49, 54 zwischen 50 und 64 und 78 Einwohner waren älter.
Die Einwohner lebten in 138 Haushalten. Davon waren 33 Singlehaushalte, 42 Paare ohne Kinder und 54 Paare mit Kindern, sowie 9 Alleinerziehende und 3 Wohngemeinschaften. In 30 Haushalten lebten ausschließlich Senioren und in 78 Haushaltungen lebten keine Senioren.

## Kultur und Sehenswürdigkeiten

### Kulturdenkmal
Vier Gebäude sind im Ort als Kulturdenkmal anerkannt:

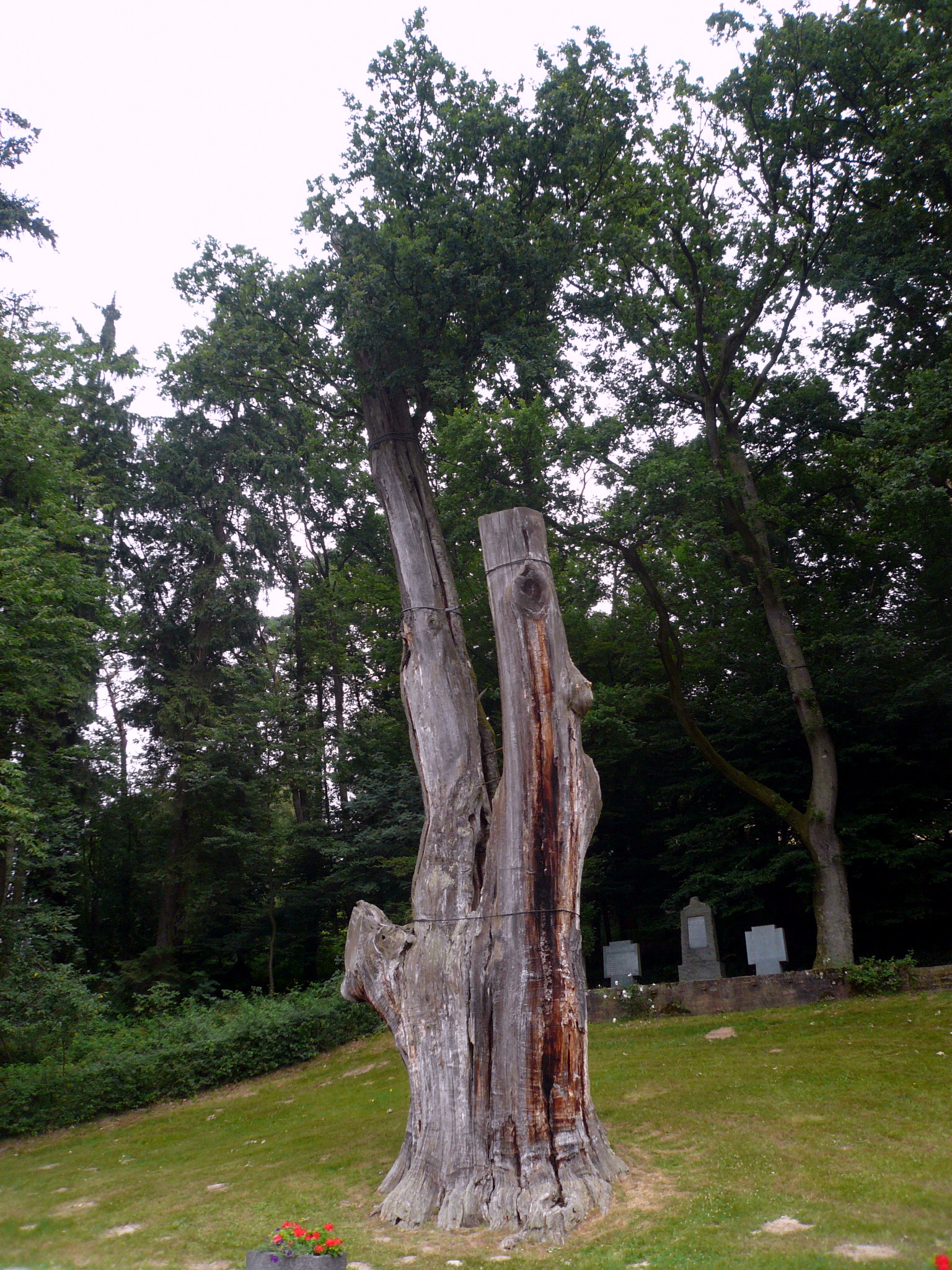
Überrest der dicken Eiche

### Naturdenkmal
Am Ortseingang befindet sich der Überrest der etwa 800 Jahre alten Dicken Eiche.

### Vereine
Der SV 1969 Airlenbach bietet die Sportarten Tischtennis und Turnen an. Neben den sportlichen Aktivitäten veranstaltet der Verein auch regelmäßig Theateraufführungen und jedes Jahr die Kerwe in Airlenbach, welche abwechselnd vom Sportverein und der Feuerwehr organisiert wird. Diese findet seit einigen Jahren auf dem Sportplatz statt, der durch Vereinsmittel um einen Beach-Volleyballplatz erweitert wurde und außerdem einen Spielplatz beinhaltet.

## Persönlichkeiten
- Johann Peter Kredel (1856–1920) war Bürgermeister von Airlenbach im Odenwald und Landtagsabgeordneter
- R. Sriram (* 1954) ist ein aus Indien stammender Yoga-Lehrer, der unter anderem von Airlenbach aus lehrt
- Daniel Knop (* 1957), Sachbuchautor, Fachjournalist und Naturfotograf, wohnhaft in Airlenbach